# RTL 4
RTL 4 es un canal de televisión privado generalista luxemburgués de habla neerlandesa perteneciente al grupo de comunicación luxemburgués RTL Group igual que RTL 5, RTL 7 y RTL-Z. Su sede central se encuentra en Luxemburgo para evitar algunas restricciones que imponen las autoridades audiovisuales neerlandesas en asuntos como la publicidad.

## Historia
RTL 4 comenzó sus emisiones por el satélite Astra 1A con el nombre de RTL Veronique el 2 de octubre de 1989 y el año siguiente cambió de nombre a RTL 4. Fue una de las primeras emisoras comerciales privadas en los Países Bajos, que todavía desde sus inicios tiene su sede en Luxemburgo esto se debe a que las emisoras privadas no estaban permitidas en los Países Bajos hasta 1992.
RTL 4 emite la primera y más larga telenovela holandesa, Goede Tijden, Slechte Tijden, desde el 1 de octubre de 1990.
Desde el 2009 los talent shows ocupan un rol principal en la programación de RTL 4, programas como X-Factor, The Voice of Holland y Holland's Got Talent desde que adquirió los derechos el año 2010.